# Kvikkalkul
Kvikkalkul är ett sannolikt fiktivt programmeringsspråk som enligt en anonym Usenet-postning skapats och använts för att styra (den likaledes påhittade) centraldatorn SABINA i en icke namngiven svensk ubåt. 
Namnet på språket är enligt ursprungsartikelserien en anspelning på Plankalkül samt att det påstås att norska programmerare ska ha varit inblandade i skapandet. 
Ett argument för att språket skulle vara påhittat är det faktum att författaren till artikeln om språket hävdar att språkets avslöjande skulle medföra dödsstraff. Dödsstraffet var emellertid avskaffat i Sverige under 1950-talet utom under krigstid; se Dödsstraff i Sverige.
Enligt samma källa är den avsedda perioden 1950-talet. 
Enligt engelskspråkiga Wikipedias artikel är språket representativt för stordatorspråk från perioden, men det som gör att det står ut är att det bara använder symbolläget i Baudot-koden; bokstäver kan inte användas. 

## Implementationer
I tradition med många andra parodier inom informationstekniken har det efterhand dykt upp en implementation av språket. 
Här som på många andra ställen är kompilatorn en översättare från språket i fråga till C. 
Att ett programspråk går från att vara en tankeövning till att kunna användas för att (ehuru synnerligen omständligt) producera körbara program förvandlar det så att säga från att vara ett skämt till ett "riktigt" programspråk, men den insatte användaren missar inte den ursprungliga avsikten.

## Exempel
Detta bör vara "Hello World" i Kvikkalkul.  
```
(0) (- ,96875

(0) (- ,15625
(0) (- ,50000
(0) (- ,28125
(0) (- ,28125
(0) (- ,09375
(0) (- ,84375
(0) (- ,18750
(0) (- ,96875
(0) (- ,12500

(0) (- ,78125
(0) (- ,09375
(0) (- ,31250
(0) (- ,28125
(0) (- ,56250

:0 -) 1000
:1 -) 200
-) :1
1000:
```